# Kolzam WM-10

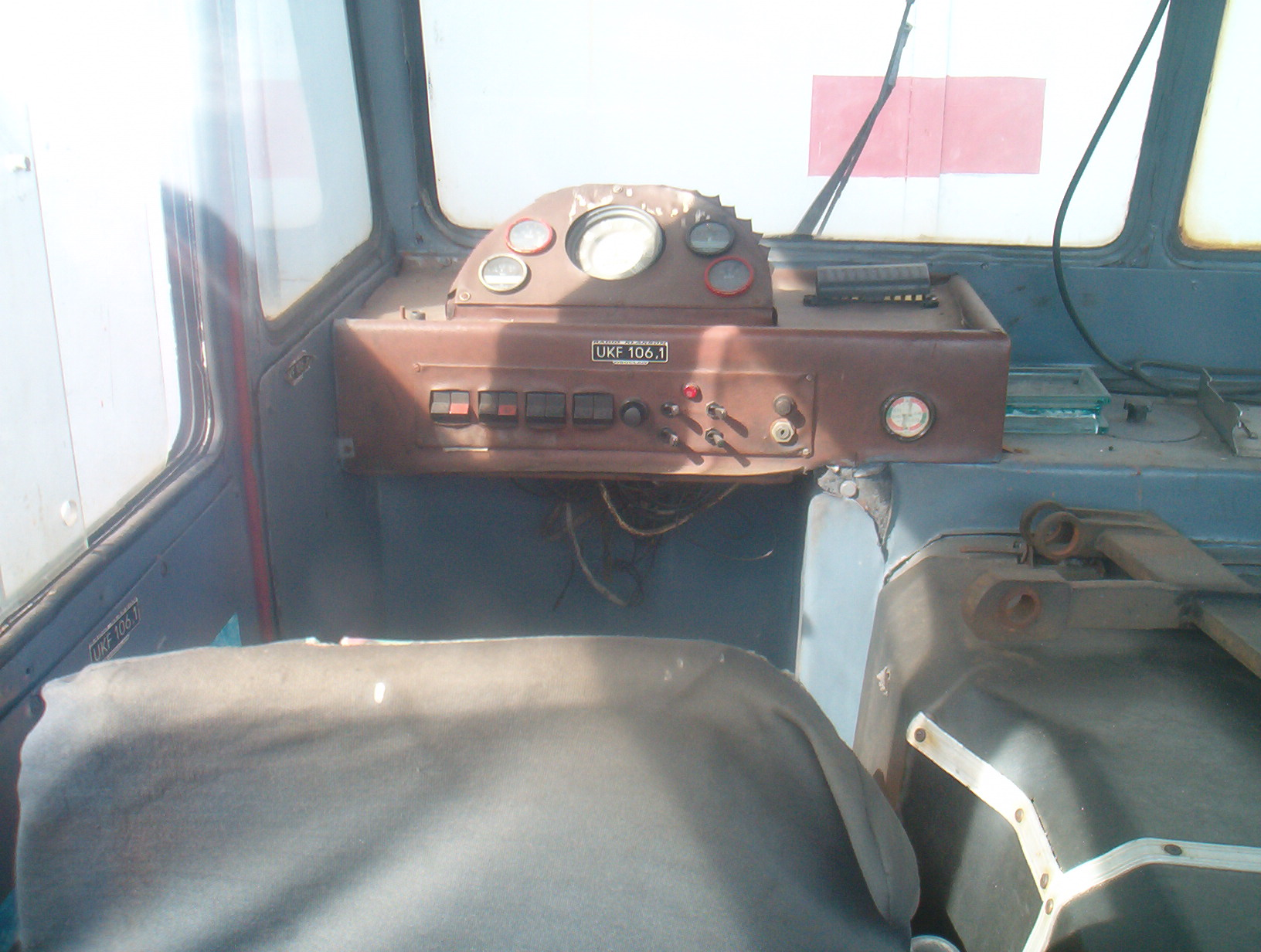
Kabina WM-10

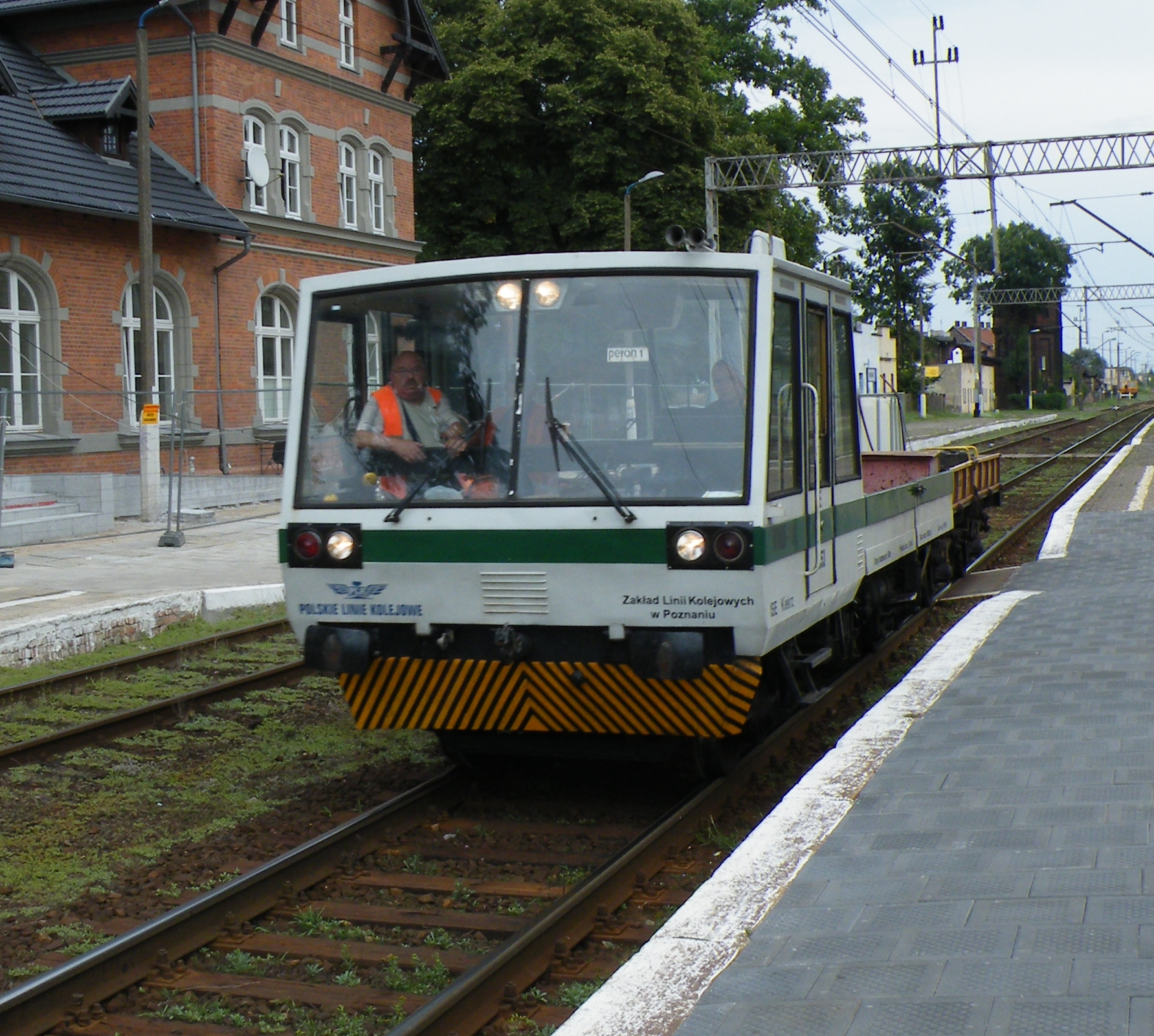
WŻB-10 przejeżdża przez stację Wronki

Kolzam WM-10 – seria wózków motorowych produkowanych m.in. w zakładach Kolzam w Raciborzu. Drezyna może współpracować z przyczepą PWM-10 o masie własnej 4,1 t i ładowności 10 t.
Następcą jest drezyna WMB-10 wyprodukowana w licznych odmianach (WMB, WŻB, DS, DSŻ i inne, litera Ż oznacza zamontowany żurawik) w liczbie kilkuset sztuk. Drezyna była produkowana do końca lat 90. XX wieku wyłącznie przez Kolejowe Zakłady Maszyn "Kolzam" w Raciborzu. Od WM-10 różni się zasadniczo m.in. wyglądem kabiny, podwoziem (wózki jezdne zamiast bezpośrednio zamontowanych zestawów kołowych, hamulce tarczowe zamiast żeliwnych klocków). Drezyny tego typu były produkowane na tor o rozstawie 1435 mm i 1520 mm (do obsługi linii LHS). Do ruchu na liniach kolejowych wprowadzono także kolejne ich modyfikacje, np. montowano na nich wiertnice, opryskiwacze i kosiarki. Obecnie są eksploatowane przez PLK, PKP Energetyka, LHS i Metro Warszawskie.